# فدراسیون بین‌المللی کوهنوردی

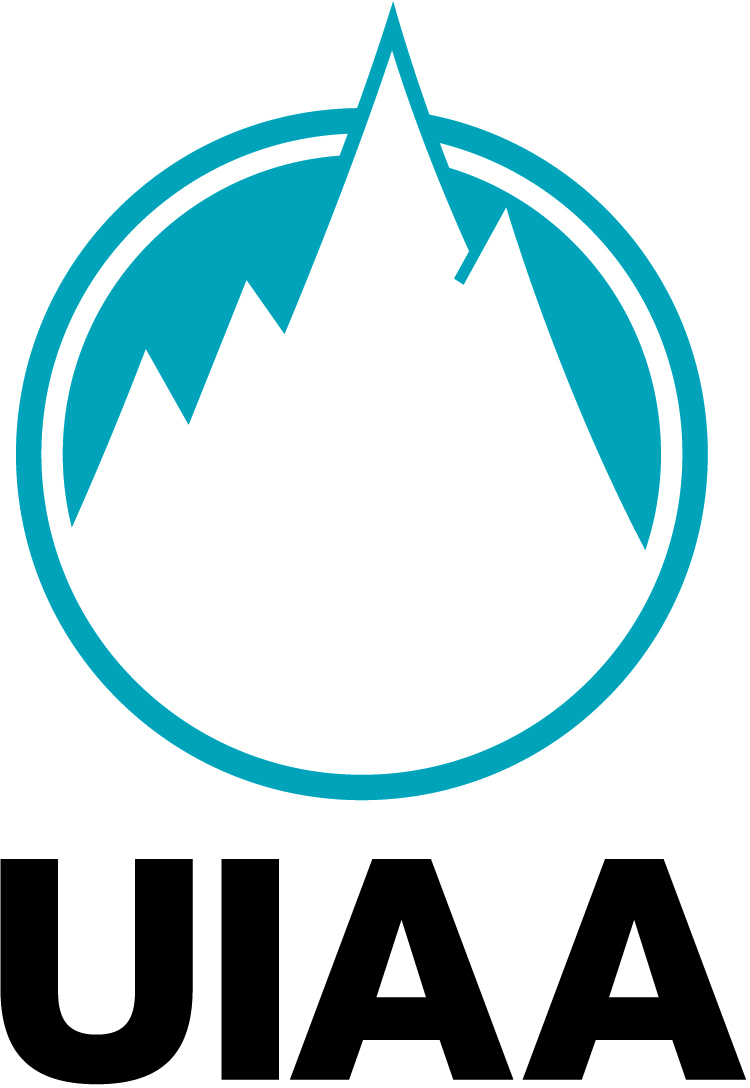

فدراسیون بین‌المللی کوهنوردی (به فرانسوی: Union Internationale des Associations d'Alpinisme) که به اختصار UIAA نامیده می‌شود، یک سازمان بین‌المللی است که توسط کمیته بین‌المللی المپیک در سال ۱۹۳۲ و در ابتدا با ۱۸ کشور عضو تشکیل شد. هدف از تأسیس این سازمان پشتیبانی از ورزش کوهنوردی و صعودهای ورزشی و ترغیب مردم به روی آوردن به این ورزش و توسعه آن در کشورهای عضو و تعریف و ارتقای استانداردهای مورد نیاز جهت ایمنی و سلامت ورزشکاران و فرهنگ کوهنوردی، همچنین کمک به حفظ محیط زیست کوهستان می‌باشد.
تامین نیروی انسانی و بودجه این فدراسیون از جانب اعضای آن انجام می‌پذیرد. هم‌اکنون این فدراسیون در حدود ۱۰ میلیون ورزشکار را حمایت می‌کنند. مقر این سازمان در برن سوئیس است.